# Flavio Boltro
Flavio Boltro est un trompettiste de jazz italien, né le 5 mai 1961 à Turin (Piémont, Italie).

## Biographie

### Débuts
Flavio Boltro est né dans une famille de musiciens. Son père est trompettiste et amateur de jazz. Il commence à jouer de la trompette à 9 ans et à 13 ans, il entre au conservatoire national de musique classique de Turin G. Verdi. Il y étudie la trompette classique pendant sept ans et notamment, avec le trompettiste de l'Orchestre symphonique de Turin Carlo Arfinengo. À 19 ans, il remporte le premier prix de trompette classique du Conservatoire, mais renonce à un poste fixe au sein de l’Orchestre Symphonique de Turin, préférant le jazz.

### Les années italiennes
Il commence à jouer professionnellement avec Steve Grossman et en quintet avec Cedar Walton, Billy Higgins et David Williams dans des clubs et des festivals d’envergure internationale.
À l'âge de 25 ans, il intègre le « Linguomania Quintet », avec Roberto Gatto à la batterie, Furio Di Castri à la contrebasse, Maurizio Giammarco au saxophone et Umberto Fiorentino à la guitare. Il joue ensuite aux côtés de musiciens comme Freddie Hubbard, Clifford Jordan ou Jimmy Cobb.
Une autre formation est déterminante pour son parcours musical : le trio avec Manu Roche à la batterie et Furio Di Castri à la contrebasse, qui s'est transformé ensuite en quartet avec l'arrivée de Joe Lovano. En 1984, il est élu « Meilleur talent » par la revue italienne Musica Jazz.

### Les années françaises
En 1994, Laurent Cugny choisit Flavio Boltro et son ami Stefano Di Battista comme trompettiste et saxophoniste de l’Orchestre national de jazz. C'est ainsi qu'il s'installe à Paris.
En 1996, Michel Petrucciani le repère et l’engage dans son sextet, où il restera jusqu'à la mort du pianiste en 1999. Cette rencontre va être déterminante dans sa carrière.
En 1997, il est membre du quintet de Stefano Di Battista, avec Éric Legnini au piano, Benjamin Henocq à la Batterie (musique) et Rosario Bonaccorso à la basse.
En 2000, il entre au sein du Quintet de Michel Portal où il restera jusqu'en 2005.
En 2003, Flavio Boltro monte un quartet avec Éric Legnini, Rémi Vignolo et Franck Aghulon. Il enregistre l'album 40 degrés chez Blue Note Records et écume les festivals français et italiens.
Fin 2003, il participe au Trio AIR avec Giovanni Mirabassi au piano et Glenn Ferris au trombone (instrument). L'album AIR remporte le prix du meilleur de disque de l'année 2003 décerné par l'Académie du Jazz. Le trio continue de se produire de temps en temps.
En 2007, le chanteur populaire italien Gino Paoli réalise son rêve : monter un groupe de jazz. Il s'entoure de Flavio Boltro et Roberto Gatto, Rosario Bonaccorso, Danilo Rea. Le groupe enregistre 2 albums Milestones chez Blue Note Records en 2007 et Un incontro in jazz, Parco della musica à Rome en 2001. Depuis, le groupe se produit sur les plus grandes scènes d'Italie et d'Amérique latine.
En 2011, le label allemand Act Music propose à Flavio Boltro d'enregistrer des grands airs d'opéra italiens. Il choisit Danilo Rea car tous deux ont une solide formation classique. L'album Opera est enregistré en deux jours à Shloss Elmau. Le groupe se produit aujourd'hui dans les théâtres d'Europe et en Asie (Japon, Corée du Sud).
À la recherche de l'esprit des extraordinaire années 1960 et en hommage au trompettiste Lee Morgan, Flavio Boltro monte un nouveau quintet en 2012 : Joyful, un quintet All stars composé de l'italien Rosario Giuliani au sax, Pietro Lussu au piano, d'André Ceccarelli et de Darryl Hall à la rythmique. Côté vocal, il fait appel à Alex Ligertwood, un des chanteurs du groupe de Carlos Santana.

## Récompenses
- 1984 : meilleur talent de l'année par la revue Musica Jazz
- 2002 : nommé aux Victoires du Jazz
- 2003 : AIR : Meilleur disque de l'année, prix décerné par l'Académie du Jazz[1]
- 2009 : prix Alberto Alberti
- 2010 : JAZZit Award

## Discographie

### Compilations
- Dalla in Jazz, Sony, 2013
- Il Mundo di Riz Ortolani, WEA, 2012
- The Italian Job, Blue Note Records, 2010
- Blue Note plays Sting, Blue Note Records, 2005

### En sideman
Avec Steve Grossman
- 1990 : Moon Train, BMG

Avec l'Orchestre national de jazz de Laurent Cugny
- 1995 : Reminiscing, Polygram
- 1997 : Merci, merci, merci, Verve

Avec Stefano Di Battista
- 1997 : Volare, Label Bleu
- 1998 : A prima vista, Blue Note
- 2000 : The finest in the jazz since 1939, Blue Note

Avec Michel Petrucciani
- 1997 : Both World, Dreyfus Jazz

Avec Laurent de Wilde
- 2000 : Time 4 change, Warner Music France
- 2003 : Stories, Warner Music France

Avec André Ceccarelli
- 2003 : Carte blanche, Dreyfus Jazz

Hommage à Claude Nougaro
- 2004 : La Note Bleue, Blue Note Records

Avec Laurent Voulzy
- 2001 : Avril, RCA

Avec Wise
- 2004 : Electrology, Naïve

Avec Stefano Saccon
- 2005 : Notte, Altrisuoni

Avec Aldo Romano
- 2005 : Aldo Romano chante, Dreyfus Jazz

Avec Giovanni Mirabassi
- 2005 : Prima o Poi, Minimum Music

Avec Electro Deluxe
- 2005 : Stardown, Naïve

Avec Rosario Giuliani
- 2006 : Anything Else, Dreyfus Jazz

Avec Gino Paoli
- 2007 : Milestones, Blue Note Records
- 2011 : Un incontro in Jazz, Parco della Musica

Avec Melody Players
- 2011 : Song from our memories, Bonsaï Music

Avec Nicola Conte
- 2011 : Love & Revolution, Shema Records